# Frankland-Reaktion
Die Frankland-Reaktion ist eine Namensreaktion in der organischen Chemie. Die Reaktion wurde 1848 von ihrem Namensgeber, dem englischen Chemiker Sir Edward Frankland (1825–1899), erstmals veröffentlicht und gehört zu den Anfängen der Metallorganischen Chemie. Ursprünglich erhoffte sich Frankland aus der Reaktion von Iodethan und Zink Ethylradikale zu synthetisieren, tatsächlich bildet sich jedoch Diethylzink.

## Übersichtsreaktion
Ein Iodalkan reagiert mit elementarem Zink in einer Metathese zum entsprechenden Dialkylzink und Zinkiodid.

## Reaktionsmechanismus
Der vermutete Mechanismus der Frankland-Reaktion beginnt mit der oxidativen Addition des Iodalkans mit Zink, sodass Alkylzinkiodid entsteht. Dieses reagiert wiederum mit elementarem Zink zum entsprechenden Alkylzinkradikal und dem Radikalkation aus Iod und Zink 1. Anschließend reagieren die Radikale mit einem weiteren Molekül des Iodalkans zum entsprechenden Dialkylzink 2 und Zinkiodid (3).

### Verwandte Reaktionen
Der Mechanismus der Frankland-Reaktion ist dem der Grignard-Reaktion ähnlich. 

## Anwendung
Die mit dieser Reaktion synthetisierten zinkorganischen Verbindungen und besonders Diethylzink, finden vielfältige Anwendungsmöglichkeiten in der organochemischen Synthese. Unter anderem lassen sich wichtige Ausgangsstoffe zur Herstellung von Pharmazeutika, Naturstoffderivaten und Polymeren herstellen. Besonders Diethylzink bietet gegenüber anderen metallorganischen Verbindungen Vorteile, wie zum Beispiel stereo- und regioselektive Reaktionen bei Verwendung geeigneter Katalysatoren. Ein Anwendungsbereich von aktueller Bedeutung ist außerdem die Solarstromindustrie, da Diethylzink für die Herstellung von Photovoltaikanlagen benötigt wird.